# Hemicrambe fruticulosa
Hemicrambe fruticulosa är en korsblommig växtart som beskrevs av Philip Barker Webb. Hemicrambe fruticulosa ingår i släktet Hemicrambe och familjen korsblommiga växter. Inga underarter finns listade i Catalogue of Life.